# Daniel Maric
Pour les articles homonymes, voir Maric.
Daniel Maric (né le 11 juin 1957 à Grenoble) est un gardien français de hockey sur glace devenu entraineur.
Il fut membre de l'équipe de France de 1977 à 1988, avec laquelle il participa aux championnats du monde 1978, 1979 (médaille de bronze), 1981, 1982, 1983 & 1985 (médaille d'or). Il participa également aux jeux olympiques de 1988 à Calgary.
Il joua pour le club du CSG Grenoble et remporta les trophées Albert-Hassler, attribué au meilleur joueur français du championnat de France, et Jean-Ferrand, attribué au meilleur gardien, à l'issue de la saison 1981-1982.

## Trophées et honneurs personnels[5]
- Championnat de France :
  - Champion (3) : 1981 ( Club des Sports de Glace de Grenoble), 1982 ( Club des Sports de Glace de Grenoble) et 1989 (Français volants de Paris)
- Coupe de France :
  - Vainqueur (2) : 1977 (Villard Hockey-club) et 1987 (Français volants de Paris)
- Trophée Jean-Ferrand :
  - Vainqueur (1) : 1982 (Club des Sports de Glace de Grenoble)
- Trophée Albert-Hassler :
  - Vainqueur (1) : 1982 (Club des Sports de Glace de Grenoble)
- Trophée Camil-Gélinas :
  - Vainqueur (1) : 2006 (Ducs de Dijon)